# Хазрати Довуд
Хазрати Довуд (узб. Hazrati Dovud / Ҳазрати Довуд; тадж. Ҳазрати Довуд; перс. حضرتی داوود‎), также известная как Хазрат Довуд или Хазрат Дауд (переводится на русский язык как Святой Давид) — пещера, святое место, привлекающая ежегодно большое количество посетителей и паломников. Она находится неподалёку от кишлаков Аксай и Мехнаткаш, расположенных в Нурабадском районе Самаркандской области Узбекистана, в 30 километрах к юго-востоку от города Нурабад и в 70 километрах к юго-западу от города Самарканд.

## География и расположение
Пещера находится на высоте около 1250 метров, у подножия западного отрога Туркестанского и Зарафшанского хребтов, скалистым клином вдающегося в Каршинскую степь. Пещера и её окрестности окутаны множеством легенд, которые из поколения в поколение пересказываются местными жителями паломникам и путешественникам, приезжающим посмотреть пещеру и пытающимся исцелиться от болезней или исполнять желания от следов пророка. У подножия скал созданы условия для отдыха в виде гостевых домов, где можно остановиться до и после восхождения к пещере. Работают продуктовые магазины и туристические лавки, благодаря которым это место становится более комфортным для иностранных туристов. Учитывая сложность подъёма к восхождению к пещере, вдоль склона расположены скамейки для отдыха. Многие жители близлежащих поселков работают в сувенирных лавках расположенных по всему склону горы.

## Происхождение
По одной из легенд, иудейский царь и пророк — Давид (среди мусульман Давуд, Довуд или Дауд) скрываясь от врагов, достиг этих мест. Окружённый со всех сторон, он решил помолиться и встал на колени. Молитва была услышана Аллахом, и Давид был наделён сверхъестественной силой. Он раздвинул руками скалу и скрылся в образовавшейся пещере. Именно эта пещера, ставшая объектом паломничества, привлекает верующих последние несколько веков.
У входа в пещеру видны следы гигантских колен, а на её стенах отпечатки огромных пальцев. Пещера находится на высоте около 1250 метров, и для того, чтобы подняться к пещере, нужно пройти проложенных вверх по склону горы 1303 ступени. Посетив небольшую мечеть на вершине и помолившись там, нужно пройти по противоположному склону и спуститься на 200 ступенек вниз, где и находится вход в пещеру. Пожилые люди и немощные, которые не могут самостоятельно подниматься к горе, поднимаются на осле или лошади. Пещера шириной от 0,5 до 4 метров, высотой около 15 метров и длиной около 60 метров представляет собой темный туннель, освещённый несколькими лампами, в конце которого видны отпечатки ладоней и ступней Давида. Паломники загадывают желания, прикоснувшись к этим отпечаткам, и верят в его чудодейственные способности. На протяжении всего подъёма вдоль лестницы тянутся торговые ларьки, где паломники покупают воду, лекарственные горные травы, шкуры и зубы диких животных и разные сувениры.
По арабской легенде, пророк Дауд был отправлен Аллахом на Восток проповедовать единобожие. Хазрат Дауд своими проповедями разгневал живших здесь зороастрийцев, которые стали преследовать его. Дауд, взмолившись к Аллаху, смог руками раздвинуть камни и укрыться в образовавшейся пещере горы.
По другой легенде, Давид искал место, чтобы отдохнуть перед битвой с Голиафом. Джинны перенесли Давида в горную местность неподалёку от Самарканда, но ифриты нашли его и принесли ему на своих спинах великана Голиафа для битвы. Тогда Давид помолился Богу с просьбой спрятать его, потому что он ещё не был готов к битве. Он бежал от них, пока на его пути не встали большие скалы. Поверив, что Аллах защитит его, Давид начал рыть в каменной глыбе, чудным образом ставшей в его руках как воск. Он прошёл вглубь скалы, оставив Голиафа, ударяющего своей дубиной и ногами по скале. По поверьям, следы гигантских колен и отпечатки пальцев у входа на пещеру принадлежат именно Голиафу, преследовавшему Давида.
По преданиям, сохранившемся в кишлаке Аксай, в окрестностях пещеры «Хазрати Довуд» существовали мифические девушки Пари. Согласно легенде, однажды на закате чабан в поисках лучших пастбищ для своих овец вышел в уединенное ущелье у подножия горы и заснул под кустом на берегу небольшого ручья. Среди ночи, когда наступило полнолуние, его внезапно разбудили звуки смеющихся девушек. Незаметно пробравшись к ручью, он увидел там несколько купающихся и расчесывающих волосы обнаженных девушек Пари. Чабан не пытался украсть их одежду, боясь поверья среди народа того времени. По местным поверьям, если Пари заметит, что человек наблюдает за её наготой, то она навсегда лишит его ума, может навести порчу и иные несчастья на весь его дом, род или даже селение. Чабан убежал, не оглядываясь, и запретил своим сыновьям и внукам даже издали приближаться к ущелью, где пари живут в своем «городе». Среди местного народа есть поверье, что из-за этого окрестности кишлака оставались нетронутыми и безлюдными вплоть до сегодняшнего времени. В этих краях только около 200 лет назад поселились люди, и некоторые из них до сих пор избегают посещать эти безлюдные места, особенно ночью, поскольку у водопада, спадающего с горы, в полнолунные ночи будто слышны странные звуки, похожие на смех, и мелькают среди скал призрачные силуэты девушек.